# Pararethona dissimilis
Pararethona dissimilis är en fjärilsart som beskrevs av Antonius Johannes Theodorus Janse 1920. Pararethona dissimilis ingår i släktet Pararethona och familjen tandspinnare. Inga underarter finns listade i Catalogue of Life.